# Flavor Flav
William Jonathan Drayton, Jr.  (Queens, Nova Iorque, 16 de março de 1959) mais conhecido pelo seu nome artístico Flavor Flav, é um músico, rapper, ator, personalidade de televisão e comediante americano que ganhou destaque como membro do grupo de hip hop Public Enemy. A marca registrada de Flavor Flav é um enorme relógio pendurado em seu pescoço. Após passar um tempo longe da visão do público, ele ressurgiu recentemente como um astro de reality show na televisão estadunidense. Ele apresentou-se em vários programas da VH1, incluindo Flavor of Love, e a Comedy Central Roast de 2007. Seu lema muito enfatizado é "yeah boy" que soa como "yeeeeah booooyyyyee", que ele o usa como uma apresentação dele mesmo ou das suas apresentações.

## Aparições

### Vídeo-games
No famoso jogo de Video-game ToeJam & Earl da SEGA, lançado em 1992, que fazia analogia a cultura funk dos anos 70 e que trazia bastante humor, com dois alienígenas funkeiros perdidos aqui na Terra, o personagem Toejam usa um colar de ouro, fazendo referência ao Flavor, que também sempre usa um colar de ouro.
E também no famoso jogo Def Jam: Fight for NY O jogo conta com uma variada lista de raps e tendo como personagens principais : Snoop Dogg, Fat Joe, Ludacris, Method Man, D-Mob e outros rappers famosos (a maioria com nomes modificados para o jogo). Flavor flav participa no jogo como membro da gangue do D-mob (Christopher Judge). No jogo ele aparece com o nome de Flava Flav, também com seu enorme relógio no pescoço.

### Televisão
Em 2012, Flav dublou o personagem Father Time ("Pai do Tempo") na série de animação coreana "Yoohoo – Amigos da Natureza". Criado exclusivamente para a versão ocidental da série como um mentor dos personagens principais, a personalidade de Father Time foi moldada na persona pública do rapper, incorporando seus trejeitos e bordões.
Ele também fez aparições nas séries "Eu, a Patroa e as Crianças" e "Bernie Mac, um Tio da Pesada" como ele mesmo. No seriado "Todo Mundo Odeia o Chris", o personagem "Slaver Slav" também é uma referência ao rapper.